# Vallon-Pont-d'Arc

Vallon-Pont-d'Arc este o comună în departamentul Ardèche din sud-estul Franței. În 1 ianuarie 2022 avea o populație de 2.469 de locuitori.

## Personalități născute aici
- Auguste Sabatier (1839 - 1901), teolog.